# Хуана Енрикес
Хуана Енрикес (на испански: Juana Enríquez; * 1425; † 13 февруари 1468) e знатна кастилска дама от рода Енрикес, кралица на Арагон.

## Произход
Дъщеря е на Фадрике Енрикес и Мариана Фернандес де Кордоба и Аяла. Баща ѝ е внук на Фадрике Енрикес, магистър на ордена на Сантяго, пети извънбрачен син на Алфонсо XI от връзката му с Елеонора Гусман. От по-малката сестра на Хуана започва линията на херцозите Алба.

## Управление и брак
През април 1444 г. Хуана се омъжва за Хуан II Арагонски (тогава крал на Навара), чиято първа съпруга Бланка I Наварска умира три години по-рано. Въпреки че Хуан II управлява Навара по право на брачния съюз (наследствена кралица на Навара е съпругата му Бланш), след нейната смърт той отказва да прехвърли наварската корона на общия им син Карл Виански. По тази причина след сватбата Хуана се титулува и „кралица на Навара“. Тя подкрепя решението на съпруга си да не предават Навара на сина му Карл, а по-късно и на дъщеря му Бланка. Тази ситуация в крайна сметка довежда до гражданска война в Навара. 
След смъртта на нейния девер Алфонсо V Арагонски през 1458 г., Хуана става кралица на владенията на Арагон, сред които са Каталуния, Майорка, Валенсия и Сицилия.

## Деца
От брака си с Хуан II, Хуана има две деца:
- Фернандо II (1452 – 1516), който през 1469 г. се жени за Исабела Кастилска, което слага началото на династическия съюз на Кастилия и Арагон, впоследствие е довежда до образуването на Испания;
- Джована (1454 – 1517), която в 1476 г. се омъжва за Фернандо I Неаполитански, в резултат на което е става кралица на Неапол.

## Смърт
Хуана умира на 13 февруари 1468 година от рак на гърдата. Нейното най-голямо желание е да ожени сина си Фернандо II за Исабела Кастилска, която е полусестра и наследница на Енрике IV. Хуана не доживява до този момент: сватбата става една година след нейната смърт. Погребана е в манастир Поблет в Испания.